# Anton Afanasjeu
Anton Jurjewicz Afanasjeu (błr. Антон Юр'евіч Афанасьеў, ros. Антон Юрьевич Афанасьев; ur. 11 września 1991 roku) – białoruski zapaśnik walczący w stylu wolnym. Zajął dziewiąte miejsce na mistrzostwach Europy w 2012. Ósmy na Uniwersjadzie w 2013. Czternasty w Pucharze Świata w 2012. Trzeci na MŚ juniorów w 2010 i na ME w 2009 roku.